# Gastón Guzmán
Gastón Guzmán Huerta (Xalapa, 1932-ibídem, 12 de enero de 2016) fue un micólogo, curador y antropólogo mexicano. Se le considera referencia obligada a nivel mundial en el estudio del género de hongos Psilocybe.

## Biografía
Nació en Xalapa, Veracruz en 1932, murió en Xalapa, Veracruz, el 12 de enero de 2016. Desde niño demostró aptitudes para el estudio de las ciencias biológicas. Él describe su interés por el conocimiento de los hongos cuando estudiaba en la ENCB del IPN: 

«En 1955 cuando era un joven de 23 años, al darme cuenta de que en esa época no existían libros sobre los hongos de México, y mucho menos sobre los hongos del Desierto de los Leones, que era lo que originalmente buscaba, me di a la tarea de aprender yo mismo de estos organismos.»

Por esa época Robert Gordon Wasson redescubrió para la ciencia los hongos visionarios, para 1956 Guzmán estableció una sólida amistad y relación profesional con el especialista de macromicetes mexicano Teófilo Herrera, lo cual le trajo muchas oportunidades, en 1957 acompañó como asistente a Rolf Singer en una expedición para estudiar los hongos neurotrópicos de la zona mazateca de Huautla de Jiménez, Oaxaca, esto, en búsqueda de los hongos sagrados utilizados por indígenas de México y citados en la obra de Heim y Wasson.
Es en una expedición al Nevado de Toluca y al Popocatépetl cuando Guzmán conoce al Dr. Wasson. Esto marcó el rumbo definitivo de Gastón Guzmán para el estudio de los hongos sagrados al interactuar con la ciencia indígena y la ciencia formal.
Se tituló de la licenciatura en 1958, obteniendo mención honorífica con su tesis Estudio taxonómico y ecológico de los hongos neurotrópicos mexicanos, la cual dedicó a Singer, Heim, Herrera y Wasson. En 1965, hizo una estancia de posgrado en la Universidad de Míchigan.

## Obra
En 1971, recibió una beca de la Fundación Guggenheim de Nueva York, por recomendación de Richard Evans Schultes para el estudio del género Psilocybe, lo cual se tradujo en un extenso libro sobre el tema, publicado en 1977 y titulado The genus Psilocybe: A systematic revision of the known species including the history, distribution, and chemistry of the hallucinogenic species, publicado en 1983 por J. Cramer de Vaduz (Alemania). Desde entonces, ha escrito ocho libros y más de 350 artículos sobre hongos mexicanos, y descrito más de 200 nuevos taxones de hongos en todo el mundo. Más de la mitad de las especies de hongos psilocibios que se conocen fueron descubiertas por el Dr. Guzmán.

### Sociedades
Fue cofundador y expresidente de la Sociedad Mexicana de Micología, expresidente de la Asociación latinoamericana de micología (2000 - 2002) y miembro fundador de la Sociedad Micológica de Panamá.

### Cátedra
Fue profesor emérito del Instituto de Ecología de Xalapa, donde fundó la adscripción Colección de Hongos que depende del Herbario del Instituto, sin embargo la colección posee personal y presupuesto de la Conabio y del Conacyt.Asimismo, fue guía de los Mexican Mushroom Tours, un proyecto de residentes mexicanos con el interés de dar a conocer la cocina tradicional con hongos y el ecoturismo.

### Hongos descubiertos
La lista siguiente es una lista parcial de hongos autoría de Gastón Guzmán.
| - Deconica neorhombispora - Hypholoma rhombispora - Naematoloma rhombisporum - Psilocybe acutipilea - Psilocybe andina - Psilocybe angustipleurocystidiata - Psilocybe antioquensis - Psilocybe armandii - Psilocybe brasiliensis - Psilocybe caeruleoannulata - Psilocybe clavata - Psilocybe columbiana - Psilocybe dumontii - Psilocybe farinacea | - Psilocybe fimicola - Psilocybe furtadoana - Psilocybe guatapensis - Psilocybe heliconiae - Psilocybe hoogshagenii var. convexa - Psilocybe horakii - Psilocybe jacobsii - Psilocybe moelleri - Psilocybe naematoliformis - Psilocybe neorhombispora - Psilocybe pintonii - Psilocybe pleurocystidiosa - Psilocybe scatigena - Psilocybe schultesii | - Psilocybe singeri - Psilocybe singeriana - Psilocybe smithiana - Psilocybe subacutipilea - Psilocybe subanellariiformis - Psilocybe subcubensis - Psilocybe subyungensis - Psilocybe tuxtlensis - Psilocybe uruguayensis - Psilocybe uxpanapensis - Psilocybe wassoniorum - Psilocybe weldenii - Psilocybe wrightii - Tricholosporum |

### Artículos
- Guzmán, G. "Primera exploración geográfico-biológica en la península de Baja California: los aspectos biológicos de la exploración en el Territorio de Baja California. Vol. 2, vols. 81-83; vol. 88 de Bol. de la Sociedad Mexicana de Geografía y Estadística: Sociedad Mexicana de Geografía y Estadística. Con Ángel Bassols Batalla. Ed. 	Soc. Mexicana de Geografía y Estadística, 276 pp. (1958)

- Guzmán, G. "El hábitat de Psilocybe muliercula Singer & Smith (=Ps. wassonii Heim), agaricaceo alucinógeno mexicano." Revista de la Sociedad Mexicana de Historia Natural 19: 215-229 (1958)

- Guzmán, G. The Genus Psilocybe: A Systematic Revision of the Known Species Including the History, Distribution and Chemistry of the Hallucinogenic Species. Beihefte zur Nova Hedwigia Heft 74. J. Cramer, Vaduz, Alemania (1983) [now out of print]

- Guzmán, G. "Wasson and the development of Mycology in Mexico." En: Riedlinger, T.J. (ed.) The Sacred Mushroom Seeker: Essays for R. Gordon Wasson. Ethnomycological Studies 11: 83–110. Dioscorides Press, Portland, OR (1990)

- Guzmán, G. "The Sacred Mushroom in Mesoamerica." En: Miyanishi, T. (ed.) The Ancient Maya and Hallucinogens, pp. 75–95. Wakayama University, Wakayama, Japón (1992)

- Guzmán, G. "Supplement to the genus Psilocybe." Bibliotheca Mycologica 159: 91-141 (1995)

- Guzmán, G. Los nombres de los hongos y lo relacionado con ellos en América latina. Instituto de Ecología, Xalapa, Veracruz, México (1997)

- Guzmán, G. "Inventorying the fungi of Mexico." Biodiversity and Conservation 7: 365-384 (1997)

- Guzmán, G. J. Ott. "Description and chemical analysis of a new species of hallucinogenic Psilocybe from the Pacific Northwest." Mycologia 68: 1261-1267 (1976)

- Guzmán, G. S.H. Pollock. "A new bluing species of Psilocybe from Florida." Mycotaxon 7: 373-376 (1978)

- Guzmán, G. S.H. Pollock. "Tres nuevas especies y dos nuevos registros de los hongos alucinógenos en México y datos sobre su cultivo en el laboratorio." Bol Soc Mex Mic 13: 261-270 (1979)

- Guzmán, G., C. King, V.M. Bandala. "A new species of Psilocybe of section Zapotecorum from New Zealand." Mycological Res. 95(4): 507-508 (1991)

- Guzmán, G., L. Montoya Bello, V.M. Bandala. "Nuevos registros de los hongos alucinógenos del género Psilocybe en México y análisis de la distribución de las especies conocidas." Rev. Mexicana de Micología 4: 255-265 (1988)

- Guzmán, G., V.M. Bandala, C. King. "Further observations on the genus Psilocybe from New Zealand." Mycotaxon 46: 161-170 (1993)

- Guzmán, G., V.M. Bandala, J.W. Allen. "A new bluing Psilocybe from Thailand." Mycotaxon 46: 155-160 (1993)

- Guzmán, G. et al. "A new bluing Psilocybe from U.S.A." Mycotaxon 65: 191-196 (1997)
- La abreviatura «Guzmán» se emplea para indicar a Gastón Guzmán como autoridad en la descripción y clasificación científica de los vegetales.[6]